# Bulawynske
Bulawynske (ukrainisch Булавинське; russisch Булавинское/Bulawinskoje) ist eine Siedlung städtischen Typs im Osten der ukrainischen Oblast Donezk mit etwa 3000 Einwohnern. Der Ort liegt 46 Kilometer südöstlich der Rajonshauptstadt Bachmut und 46 Kilometer nordöstlich der Oblasthauptstadt Donezk am Fluss Bulawyna (Булавина). Der Name leitet sich vom weiter nördlich gelegenen Ort Bulawyne (Булавине) ab.
Bulawynske wurde 1956 als Wohnsiedlung für die Grubenarbeiter des gleichnamigen Schachtes Bulawynska (Шахта «Булавинська») gegründet, während des Krieges in der Ukraine wurde es im Sommer 2014 kurzzeitig durch Separatisten besetzt, jedoch wieder durch ukrainische Truppen unter Kontrolle gebracht, seit Februar 2015 steht der Ort nach dem Ende des Kampfes um Debalzewe unter Kontrolle von prorussischen Separatisten der Volksrepublik Donezk.
Bis zum 11. Dezember 2014 gehörte die Siedlung verwaltungstechnisch zur Stadt Jenakijewe und wurde dann dem heutigen Rajon Bachmut angeschlossen.
Sie bildet zusammen mit den Siedlungen städtischen Typs Oleksandriwske, Oleniwka und Prybereschne die gleichnamige Siedlungsratsgemeinde.